# 1UP (Sprayer)
1UP (One United Power; deutsch Eine vereinte Kraft) ist eine Graffiti-Gruppe aus Berlin, die international im öffentlichen Raum durch ihre Throw-Ups und Streichbombings in Erscheinung tritt.
Sie ist insbesondere für ihre waghalsigen Aktionen und das großflächige Bemalen von Zügen bekannt.

## Wirken
Die Gruppe stammt aus Berlin-Kreuzberg und ist seit 2003 aktiv. Es ist unklar, wie viele Personen zu der Gruppe gehören. Nach eigenen Angaben in einem Interview von 2019 gehören zehn bis unter 50 Personen dazu. Sie verstehen Graffiti als ihr Hobby. Die meisten Graffiti von 1UP im öffentlichen Raum sind illegal, da sie von den Eigentümern der Flächen nicht genehmigt wurden. Die anonym agierende Gruppe ist auf der ganzen Welt aktiv. Sie sprayte in Athen ihr Logo 1UP über die gesamte Stadt, besprühte U-Bahnhöfe mithilfe von Feuerlöschern, in die Farbe gefüllt wurde, oder bemalte mittels Rollerbombing in minutenschnellen Aktionen komplette U-Bahn-Züge. Bis zum August 2017 zählte die Polizei über 300 Strafanzeigen gegen 1UP. Trotzdem konnte das Landeskriminalamt Berlin die Gruppe seit 2003 nicht fassen, da die wechselnden Mitglieder aus dem In- und Ausland kommen und wenig Spuren hinterlassen, die zu ihrer Ergreifung führen könnten. So sind die Sprayer stets maskiert, tragen Handschuhe und manipulieren im Vorfeld die Videoüberwachung.
2011 veröffentlichte 1UP den Film One United Power, der ihre Aktionen und Werke, unter anderem in Paris, Istanbul und Thailand, dokumentiert. Der Film kam als Doppel-DVD mit eigenem Soundtrack heraus. Die Premiere fand am 10. Dezember 2011 im Kino Babylon statt. Die Galerie Urban Spree in Berlin stellte im September 2014 einige Werke von One United Power unter dem Titel „I am 1UP“ aus.
Seit Mai 2018 tourt eine Wanderausstellung One week with 1UP weltweit durch Städte wie Berlin, Paris, Tokio, New York oder Mailand, in der Bilder gezeigt werden, die im Rahmen einer Zusammenarbeit mit der amerikanischen Streetart-Fotografin Martha Cooper entstanden sind. Zeitgleich erschien das gleichnamige Buch zur Ausstellung. Die Zeitschrift Kunstforum International zählte die Berliner Gruppe 2019 „zu den aufsehenerregendsten Sprayer-Crews aus Deutschland“.
Die Gruppe ist seit einigen Jahren zunehmend auch politisch aktiv und greift Themen aus dem weltweiten Zeitgeschehen auf. Bekannte Aktionen sind z. B. ein „Unterwasser-Graffiti“ aus Korallen auf Bali. Am 29. April 2020 veröffentlichte die Gruppe ein Video auf Youtube mit dem Titel #Leavenoonebehind. Es zeigt, wie vermummte Personen in eine U-Bahnstation einsteigen und den Schriftzug „leave no one behind“ (lasst niemanden zurück) großflächig auf U-Bahnen sprühten. Der Schriftzug ist ungefähr zweieinhalb Meter hoch und zehn Meter breit. Sie brachten ihn auch an weiteren Orten an. Sie positionierten sich damit im öffentlichen Raum gegen Rassismus und soziale Ungerechtigkeit, gegen „aufkeimendes rechtes Gedankengut und faschistische Tendenzen in unseren Gesellschaften“, kommentierte die Gruppe ihre Aktion. Auch die Tötung von George Floyd thematisierte sie in dem Video und rief die Graffiti-Szene zur Nachahmung und Verbreitung ihrer Botschaft auf.

## Stil

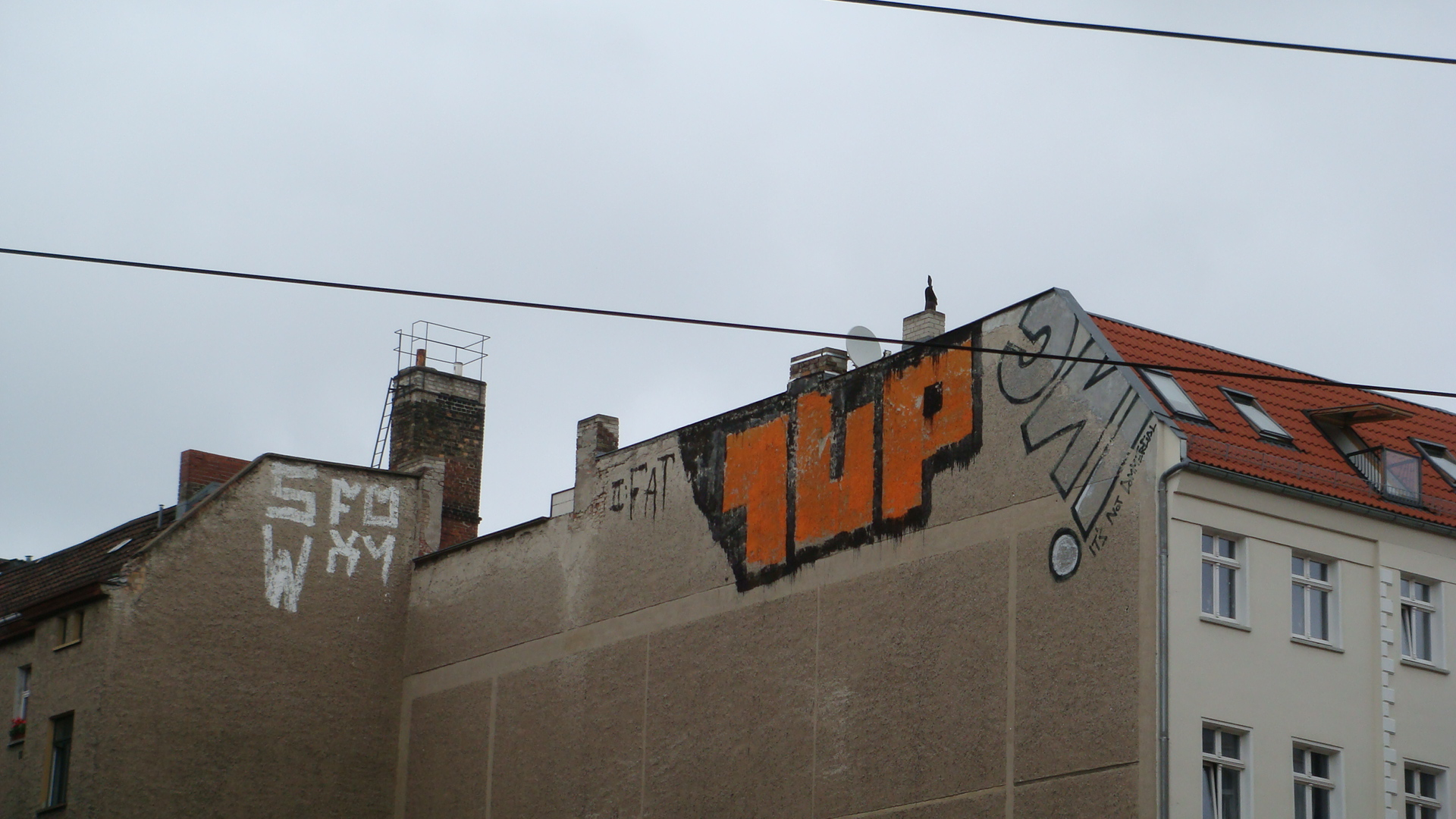
Rollerbombing von 1UP an einer Hauswand

1UP bringt hauptsächlich großformatige Graffiti mit ihrem Namen an exponierten Stellen im öffentlichen Raum an, beispielsweise auf Zügen oder als „Rooftops“ an Dachvorsprüngen. Dazu werden sowohl herkömmliche Sprühdosen als auch Farbroller genutzt. Die visuelle Gestaltung weist Merkmale auf, die seit den 1970er Jahren in der Sprayer-Szene verwendet werden. 1UP gestaltet ihre Buchstaben flächig mit einem mehrfarbigen Dekor und einer Seitenfläche, die eine räumliche Wirkung erzeugt. Diese Form wird innerhalb der Graffiti-Szene als „Piece“ oder „Writing“ bezeichnet. Bei den Aktionen wird häufig silberne Farbe verwendet, da diese gut deckt und reflektiert.
Im Internet finden sich aufwendig gedrehte Videos von den Aktionen der Gruppe, die auch zum Teil tagsüber durchgeführt werden. In dem Buch King Kool City Berlin äußerte sich die Gruppe zu der Wahl der Flächen für ihre Graffiti: „Der urbane Raum gehört allen und darf bemalt werden. Graffiti ist keine Zerstörung.“

## Trivia
In dem Online-Taktik-Shooter Counter-Strike 2 ist ein Graffito von 1UP auf der Karte Overpass zu sehen, die der Stadt Berlin nachempfunden ist.

## Bildband
- Martha Cooper, Ninja K: One week with 1UP, Publikat Verlag, Großostheim 2021, ISBN 978-3-939566-51-9.